# HD 65735
HD 65735，又名BD+20 1976，SAO 97471、HR 3125，是一颗恒星，视星等为6.25，位于銀經201.98，銀緯23.84，其B1900.0坐标为赤經7h 54m 58.4s，赤緯+20° 23.84′ 25″。